# Liu Daxia
Dans ce nom chinois, le nom de famille, Liu, précède le nom personnel.
Liu Daxia (chinois simplifié : 刘大夏 ; chinois traditionnel : 劉大夏 ; pinyin : Liú Dàxià, né en 1436 et décédé en 1516, nom de courtoisie : Shiyong (時雍), pseudonyme : Dongshan (東山), nom posthume : Zhongxuan (忠宣) est un homme politique de la dynastie Ming.
Né à Huarong dans la province de Huguang, en 1436, Liu Daxia réussit le plus haut niveau des examens impériaux en 1464 et obtint le degré jinshi. Après quelques années dans l'Académie Hanlin, il devint fonctionnaire dans le ministère de la Guerre au début du règne de l'Empereur Chenghua. En 1502, il fut nommé ministre de la guerre (兵部尚書) sous l'Empereur Hongzhi.
D'après plusieurs ressources privées de l'époque, Liu Daxia cacha ou détruisit les archives des voyages maritimes de Zheng He, de peur que l'Empereur Chenghua relance ce genre d'expéditions,,.